# Arganil (freguesia)
A Freguesia de Arganil é uma freguesia portuguesa do município de Arganil com 34,11 km² de área e 3827 habitantes (censo de 2021), tendo, por isso, uma densidade populacional de 112,2 hab./km².
A freguesia, além da sede, engloba os seguintes lugares e aldeias: Alagoa, Aveleira, Barrosa, Cadavais, Carvalhas, Casal de São José, Gaeiras, Liboreiro, Lomba, Maladão, Nogueira, Pereiro, Ponte da Valbona, Rochel, São Pedro, Salão, Sarcina, Senhor da Ladeira, Torrozelas, Valbona, Vale do Cordeiro, Vale Nicolau, Vale da Nogueira e outros isolados.

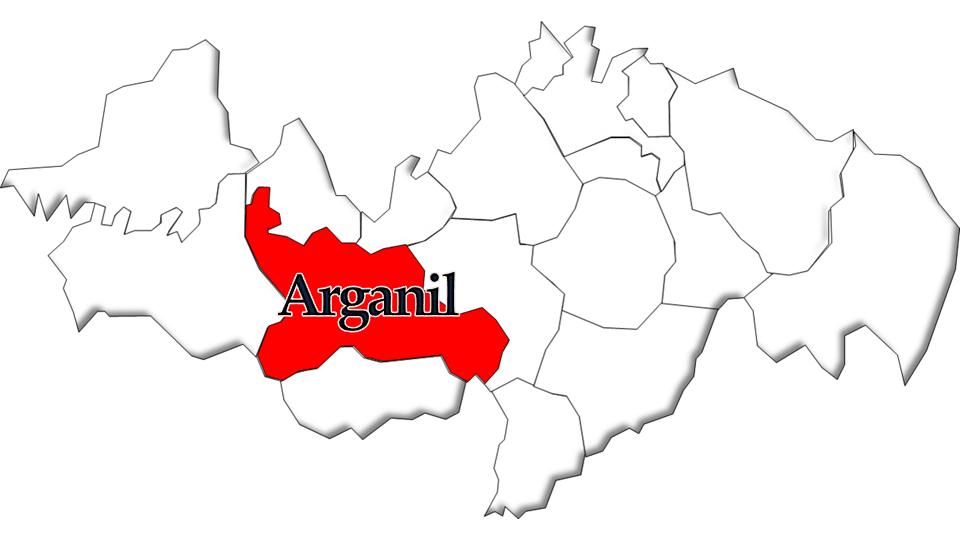
Localização da freguesia no Município de Arganil

## Demografia
A população registada nos censos foi:
| Distribuição da População por Grupos Etários | Distribuição da População por Grupos Etários | Distribuição da População por Grupos Etários | Distribuição da População por Grupos Etários | Distribuição da População por Grupos Etários |
| -------------------------------------------- | -------------------------------------------- | -------------------------------------------- | -------------------------------------------- | -------------------------------------------- |
| Ano                                          | 0-14 Anos                                    | 15-24 Anos                                   | 25-64 Anos                                   | > 65 Anos                                    |
| 2001                                         | 704                                          | 502                                          | 2026                                         | 749                                          |
| 2011                                         | 572                                          | 441                                          | 2089                                         | 900                                          |
| 2021                                         | 451                                          | 377                                          | 2000                                         | 999                                          |

## Património
- Igreja de São Pedro de Arganil
- Igreja da Misericórdia de Arganil ou de Santa Isabel
- Capela do Senhor da Agonia
- Pelourinho de Arganil
- Capela de Santo Antão
- Pedra do Álamo

## Personalidades ilustres
- Conde de Arganil